# Rudolf Reitler
Rudolf Reitler (1865-1917) es un médico y psicoanalista austríaco.
Participó en la fundación de la Sociedad Psicológica del Miércoles junto a Sigmund Freud, Alfred Adler, Wilhelm Stekel y Max Kahane.
Siendo médico, fue el primero en practicar el psicoanálisis después de Freud y seguiría siendo por toda su vida miembro de la Wiener Psychoanalytische Vereinigung Asociación Psicoanalítica Vienesa. Freud citaba sus obras con respeto. Sus intervenciones en la Sociedad de los Miércoles se caracterizaban por un agudo espíritu crítico, a veces hiriente.